# 파블로 가네트
파블로 가네트 코미트레(스페인어: Pablo Ganet Comitre, 1994년 11월 4일 ~ )는 프리메라 페데라시온 클럽 메리다에서 미드필더로 활약하는 적도 기니의 프로 축구 선수이다. 스페인에서 태어난 그는 적도 기니 국가대표팀에서 활약하고 있다.

## 구단 경력
안달루시아 말라가에서 태어난 가네트는 레알 베티스의 유소년 팀을 졸업했다. 2013년 여름, 그는 말라가 CF의 리저브 팀에 합류하여 테르세라 디비시온에서 성인 무대에 데뷔했다.
2014년 8월 20일, 가네트는 UD 산세바스티안데로스레예스와 함께 4부 리그에 합류했다.

## 국가대표팀 경력
적도 기니 출신 아버지를 통해 출전 자격을 얻은 후, 가네트는 2015년 1월 4일에 열린 2015년 아프리카 네이션스컵에서 에스테반 베케르의 23인 적도 기니 국가대표팀에 포함되었다. 3일 후, 그는 카보베르데와의 친선 경기에서 후반전에 교체 선수로 출전하며 완전한 국제 데뷔 전을 치렀다.